# Musca amicula
Musca amicula är en tvåvingeart som först beskrevs av Harris 1780.  Musca amicula ingår i släktet Musca och familjen styltflugor. Inga underarter finns listade i Catalogue of Life.